# Hargnies (Norte)
Hargnies é uma comuna francesa na região administrativa de Altos da França, no departamento do Norte. Estende-se por uma área de 5.14 km². Em 2010 a comuna tinha 619 habitantes (densidade: 120,4 hab./km²).